# Dampfiella dubia
Dampfiella dubia är en kvalsterart som beskrevs av Hammer 1971. Dampfiella dubia ingår i släktet Dampfiella och familjen Dampfiellidae. Inga underarter finns listade i Catalogue of Life.